# Campomanesia
Campomanesia  es un género de árboles de la familia Myrtaceae.

## Taxonomía
El género fue descrito por Ruiz & Pav. y publicado en Florae Peruvianae, et Chilensis Prodromus 72. 1794; la denominación es un homenaje al economista ilustrado español Pedro Rodríguez Campomanes.

## Especies
- Campomanesia adamantium Blume
- Campomanesia aromatica (Aubl.) Griseb.
- Campomanesia lineatifolia Ruiz & Pav., chamba o palillo
- Campomanesia lundiana (Kiaerskou) Mattos
- Campomanesia phaea (Berg) Landrum, cambuci
- Campomanesia pubescens (DC.) O.Berg, guabiroba
- Campomanesia speciosa (Diels) McVaugh, guayaba de monte
- Campomanesia velutina (Cambess.) O.Berg
- Campomanesia xanthocarpa O.Berg 1857 , guabirá/guavirá/guabiroba